# Jean Kerchner
Jean Kerchner est un réalisateur et producteur de cinéma français né le 31 janvier 1929 dans le 12e arrondissement de Paris et mort le 10 décembre 2021 à Neuilly-sur-Seine.
C'est Monseigneur Jean-Michel di Falco Léandri, alors évêque auxiliaire de Paris, qui a célébré les funérailles de son épouse. Celle-ci était d'origine bielorusse. Il lui avait promis de reconstruire l'église de son village qui avait été détruite par le régime soviétique. Il a tenu sa promesse. Après la destruction du mur de Berlin, il a fait reconstruire l'église et s'est rendu sur place, accompagné de Monseigneur Jean-Michel di Falco Léandri  pour la consécration de l'église reconstruite, en présence des autorités locales.
Parmi ses projets de l'époque, il y avait celui de produire un film sur le Père de Foucault. Réalisateur, Claude Pinoteau. Une rencontre eut lieu reunissant Jean Kerchner, Claude Pinoteau et Monseigneur Jean-Michel di Falco Léandri, pour parler de ce projet qui resta sa suite.
Au cours de leur séjour, ils furent invités,  pour cause d'anniversaire, par les responsables du kolkose à se rassembler autour d'un monument célébrant la libération de la Biélorussie des occupants Nazis. A sa grande surprise, il fut demandé à Monseigneur Jean-Michel di Falco Léandri de prendre la parole. L'essentiel de son propos tourna autour de la liberté et du devoir  des peuples de résister et de lutter contre toutes occupations étrangères. Cela, alors que la Russie était omni présente en Biélorussie. Son discours était traduit en bielorusse, il eut quelques doutes sur la fidélité de la traduction de ses propos.

## Filmographie
Réalisateur
- 1960 : La Dragée haute (également scénariste et producteur)

Producteur
- 1959 : Minute papillon de Jean Lefèvre (également scénariste)
- 1963 : Les Femmes d'abord de Raoul André
- 1966 : Le Solitaire passe à l'attaque de Ralph Habib
- 1968 : A tout casser de John Berry
- 1974 : La Rivale de Sergio Gobbi
- 1985 : Le Quatrième Pouvoir de Serge Leroy

Scénariste
- 1956 : Alerte au deuxième bureau de Jean Stelli (également dialoguiste)
- 1957 : Deuxième Bureau contre inconnu de Jean Stelli
- 1958 : Rapt au Deuxième Bureau de Jean Stelli
- 1964 : Requiem pour un caïd de Maurice Cloche